# Neuromélanine
La neuromélanine est un ou plusieurs types de mélanine présents dans le cerveau humain, dans la substance noire qui lui doit son nom, et le locus cœruleus essentiellement. Contrairement aux mélanines colorant la peau, les cheveux et les yeux, elle ne provient pas de l’activité des mélanocytes. Elle a été découverte aussi chez des primates (chimpanzé), le rat, le chien, le chat et le cheval. Chez l’homme, elle apparaît à partir de l’âge de 2-3 ans et croît jusqu’à la soixantaine ; à partir de 73-75 ans, sa quantité diminue clairement. La mélanine contenue dans le locus ceruleus pourrait différer légèrement de celle contenue dans la substance noire. Une recherche effectuée sur des Indiens indiquerait une possible influence de l’ethnicité sur le nombre absolu de neurones pigmentés de la substance noire. Bien que sa fonction ne soit pas encore élucidée, il semble que la neuromélanine pourrait jouer un rôle protecteur vis-à-vis des neurones en capturant et isolant des toxiques organiques et inorganiques, en particulier les métaux non alcalins comme le fer. Débordée, elle deviendrait au contraire cytotoxique et pourrait contribuer à l’apparition de la maladie de Parkinson.

## Aspect, structure et formation
Ils sont encore très mal connus. On trouve la neuromélanine dans le péricaryon, sous forme de granules entourés d’une membrane double formant un sac ressemblant à un lysosome. Certains ont identifié mêlée à la mélanine la protéine chaperonne calnexine, présente aussi dans les mélanosomes.
Comme le système nigrostrié est riche en dopamine, le cysteinyl-dopamine a naturellement été proposé comme son précurseur. Néanmoins, l’examen à l'aide de la résonance magnétique montre que ce ne peut pas être le seul. La neuromélanine semble structurée à la façon du graphite, en multi-couches composées de molécules cycliques d’indole benzothiazine. Les amas feuilletés sont plus élevés que dans le cas des autres mélanines naturelles ou de la mélanine synthétique.
Contrairement à la synthèse de la phéomélanine et de l’eumélanine, celle de la neuromélanine ne nécessite pas la présence de l’enzyme tyrosinase ; la substance noire des albinos est d'ailleurs indistinguable de celle des individus dont la production de tyrosinase est normale. Beaucoup pensent qu'elle naît par auto-oxydation, sans intervention d’enzyme. Des expériences effectuées chez les rats et en milieu artificiel indiquent que la présence de L-dopa entraîne l’apparition de neuromélanine, sauf en présence de chélateur de fer. Le processus serait donc lié à un excès de catécholamines cytosoliques en dehors des vésicules synaptiques, et nécessiterait la présence de fer.

## Fonction
Elle reste aussi mal élucidée. Du fait de la qualité de conducteur électrique de la mélanine artificielle, un rôle au niveau de la transmission de l’influx a été proposé, mais rien n’est encore venu le prouver. Il semble par contre de plus en plus probable qu'elle a, grâce à son pouvoir d'agent séquestrant, une fonction de protection contre les substances toxiques. Elle peut empêcher la formation de radicaux libres due à l’action des ions fer, cuivre, manganèse, chrome, et de métaux toxiques comme le cadmium, le mercure et le plomb ; elle a en particulier un fort pouvoir chélateur pour le fer. Des concentrations importantes de métaux non-alcalins ont été observées dans les noyaux du cerveau où elle est présente, en particulier le fer dans la substance noire en cas de maladie de Parkinson. Elle montre aussi des affinités pour les lipides, les pesticides, le MPP+ [métabolite toxique du MPTP (1-méthyl-4-phényl-1,2,3,6-tétrahydropyridine), associé au MPPP (1-méthyl-4-phényl-4-propionoxypipéridine) dans les opioïdes de mauvaise qualité]. La neuromélanine accumule aussi la chlorpromazine, l'halopéridol et l’imipramine. Néanmoins, malgré son pouvoir protecteur, elle peut elle-même devenir une source de radicaux libres par réaction avec du peroxyde d’hydrogène. On estime qu’en présence d’un excès de toxiques, elle serait saturée et deviendrait elle-même cytotoxique.

### Source principale
- (en) L. Zecca, D. Tampellini, M. Gerlach, P. Riederer, R.G. Fariello et D. Sulzer, J. Clin. Pathol.: Mol. Pathol., Substantia nigra neuromelanin: structure, synthesis, and molecular behaviour, 2001 ; 54:414-418 in Journal of Clinical Pathology, lire le résumé en ligne